# Cheiriphotis rotui
Cheiriphotis rotui is een vlokreeftensoort uit de familie van de Corophiidae. De wetenschappelijke naam van de soort is voor het eerst geldig gepubliceerd in 1989 door Myers.